# Нанодиапазон

Сравнение масштабов различных биологических и технологических объектов.

Нанодиапазон (англ. nanoscale) — интервал пространственной шкалы 1-100 нм, в котором реализуются основные взаимодействия в наносистемах и которым ограничиваются сверху и снизу геометрические размеры нанообъектов по одному или нескольким измерениям.

## Значение и особенности нанодиапазона
Нанодиапазон граничит на шкале масштабов с уровнем «микро» (характерный размер — микроны), который задаёт так называемые «структурно-чувствительные» свойства материала (например, для керамики — зависящие от размера зёрен), и атомарным уровнем, который определяет фундаментальные характеристики вещества. Суммарное воздействие эффектов, наблюдаемых на каждом из этих уровней, характеризует объект в целом, на макроуровне.
Для нанодиапазона характерно проявление свойств, отличных от химических, физических или биологических свойств макросостояния (объёмного состояния) вещества. В частности, в нанодиапазоне проявляются эффекты квантования, туннелирования, значительной становится роль межмолекулярных взаимодействий (сил Ван-дер-Ваальса, водородных связей и т.д.).